# السعادة البيولوجية
السّعادة البيولوجية هي زيادة مستوى حال ورفاهية الإنسان من خلال طرق بيولوجية تتضمن هندسة الخط الإنتاشي من خلال فحص الأجنة بالجينات المرتبطة بمستوى عالٍ من السعادة، أو استخدام العقاقير التي تهدف إلى رفع مستويات السعادة الأساسية. والهدف هو تسهيل تحقيق حالة «أفضل مما هو جيد». ومن مشجعي السعادة البيولوجية الفيلسوف ديفيد بيرس، وهدفه إنهاء معاناة جميع الكائنات. وأخصائي الأخلاقيات الكندي مارك ألان ووكر، وقد أراد ووكر الدفاع عن السعادة البيولوجية في الأماكن التي كانت السعادة فيها محط اهتمام العديد من واضعي نظريات الأخلاق.
أيضاً مفهوم السعادة البيولوجية له كبار المنتقدين، منهم ليون كاس، الذي خدم في مجلس الرئيس لأخلاقيات البيولوجيا خلال رئاسة جورج دبليو بوش.